# گریگور جاغاتسپانیان
گریگور آلکسانی جاغاتسپانیان (ارمنی: Գրիգոր Ալեքսանի Ջաղացպանյան؛  زادهٔ ۱۹ مارس ۱۹۰۰ - درگذشته ۲۲ ژانویهٔ ۱۹۷۲) سیاست‌مدار، انقلابی اهل ارمنستان بود.

## زندگی‌نامه
وی در ۱۹ مارس ۱۹۰۰ در آلکساندراپول به دنیا آمد . وی در حزب کمونیست ارمنستان (اتحاد شوروی) فعالیت می‌کرد. همچنین برندهٔ جوایزی همچون نشان پرچم سرخ کار شده است. وی در ۲۲ ژانویهٔ ۱۹۷۲ در سن ۷۱ سالگی در ایروان درگذشت.